# Клан Гейр
Клан Гейр (шотл. — Clan Gayre, Clan Gair) — один з кланів рівнинної частини Шотландії — Лоуленду. Клан не визнається герольдами Шотландії. Тому офіційно ніби не існує.
Гасло клану: Super astra spero — Над зірками сподіваюсь (лат.)

## Історія клану Гейр
Роберт Гейр з Гейр та Нігг (шотл. — Nigg) — батько нинішнього вождя клану Гейр, оголосив після Другої світової війни про створення клану Гейр. Він же є головним джерелом для більшості інформації про клан Гейр. Іншу інформацію про цей клан неможливо знайти ніде. Тому історики та герольди Шотландії не визнають цей клан і вважають, що клан створений на порожньому місці, і що історія клану Гейр вигадана його творцями.
Сам же Роберт Гейр стверджував, що він є вождем клану Гейр і що інша назва клану клан Гейр та Нігг. У 1947 році він написав книгу під назвою: «Книга Гейр: буття та історія клану Гейр», в якій він представив родовід вождів клану і пред'явив претензію на посаду вождя клану Гейр. Проте в минулому невідомо жодного шотландського клану, що іменувався би так, не відомо жодної септи якогось шотландського клану, що називалась би так. Світова спілка лицарських орденів Гая Стайра Санті (англ. — Guy Stair Saint) висловилась так: «… Покійний Роберт Гейр (І вождь новоствореного клану Гейр)…» У газеті «Глазго геральд» від 14 червня 1975 року було опубліковано наступне: «Роберт Гейр, з Гнйру та Нігг, є особливою фігурою в генеалогії та династій. Тільки з тієї причини, що він був спроможний створити шотландський клан з нуля, забезпечити його традиціями, ритуалами, родоводом вождя клану, привілеями…»
Сам Роберт Гейр висловлює кілька теорій про походження клану Гейр і назви клану Гейр. За однією з версій клан Гейр має кельтське походження і виник від імені Ке Кайре або від гельського геарр (гельск. — gearr) — «короткий», за іншою версією — нормандське походження, але вперше зустрічається на півострові Корнуолл, де клан мав кілька манорів землі, отриманих від Роберта де Мартена у 1066 році. З Корнуолла клан переселився через Йоркшир в Шотландію в Нігг, що на північному сході Шотландії. Оркнейська та шетлендська гілки клану можуть мати інше походження, назва цієї гілки клану виникла від давньоісландського гейрр (ісл. — geirr) — спис. Нині резиденція вождя клану Гейр знаходиться в замку Мінард (шотл. — Minard Castle), що в Аргайллі.

## Вождь клану Гейр
Нинішнім вождем клану Гейр є Рейнолд Гейр з Гейру та Нігг (англ. — Reinold Gayre of Gayre and Nigg).